# Charlotte Sting 2004
La stagione 2004 delle Charlotte Sting fu l'8ª nella WNBA per la franchigia.
Le Charlotte Sting arrivarono quinte nella Eastern Conference con un record di 16-18, non qualificandosi per i play-off.

## Roster
| N° | Naz.                   | Ruolo | Sportivo           | Anno | Alt. | Peso |
| -- | ---------------------- | ----- | ------------------ | ---- | ---- | ---- |
| 0  | Stati Uniti (bandiera) | AC    | Olympia Scott      | 1976 | 188  | 79   |
| 3  | Stati Uniti (bandiera) | A     | Charlotte Smith    | 1973 | 183  | 67   |
| 5  | Stati Uniti (bandiera) | G     | Dawn Staley        | 1970 | 168  | 61   |
| 8  | Stati Uniti (bandiera) | A     | La'Keshia Frett    | 1975 | 191  | 77   |
| 14 | Stati Uniti (bandiera) | GA    | Nicole Powell      | 1982 | 188  | 75   |
| 15 | Stati Uniti (bandiera) | G     | Jia Perkins        | 1982 | 173  | 70   |
| 20 | Stati Uniti (bandiera) | GA    | Tynesha Lewis      | 1979 | 178  | 68   |
| 21 | Stati Uniti (bandiera) | GA    | Allison Feaster    | 1976 | 180  | 76   |
| 23 | Portogallo (bandiera)  | A     | Mery Andrade       | 1975 | 183  | 77   |
| 31 | Stati Uniti (bandiera) | G     | Kelly Mazzante     | 1982 | 183  | 70   |
| 32 | Stati Uniti (bandiera) | G     | Andrea Stinson     | 1967 | 178  | 72   |
| 33 | Stati Uniti (bandiera) | A     | Teana Miller       | 1980 | 191  | 100  |
| 50 | Stati Uniti (bandiera) | C     | Tera Bjorklund     | 1982 | 193  | 79   |
| 55 | Canada (bandiera)      | C     | Tammy Sutton-Brown | 1978 | 193  | 90   |

## Staff tecnico
- Allenatore: Trudi Lacey
- Vice-allenatori: Cheryl Reeve, Fred Williams, Charlene Curtis
- Preparatore atletico: Tonya Holley